# Kiefernweg 12 (Bonn)

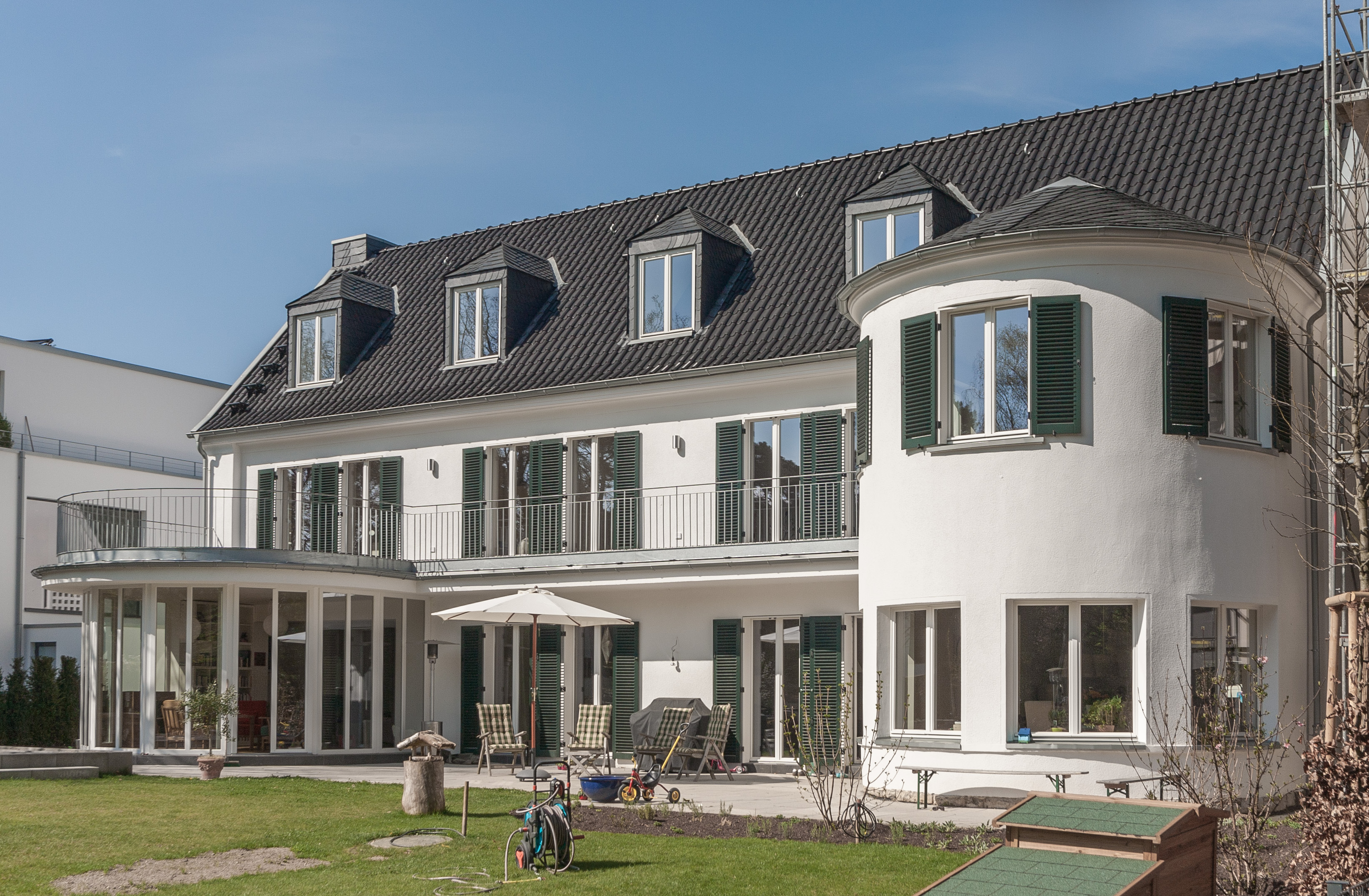
Villa Kiefernweg 12 (2013)

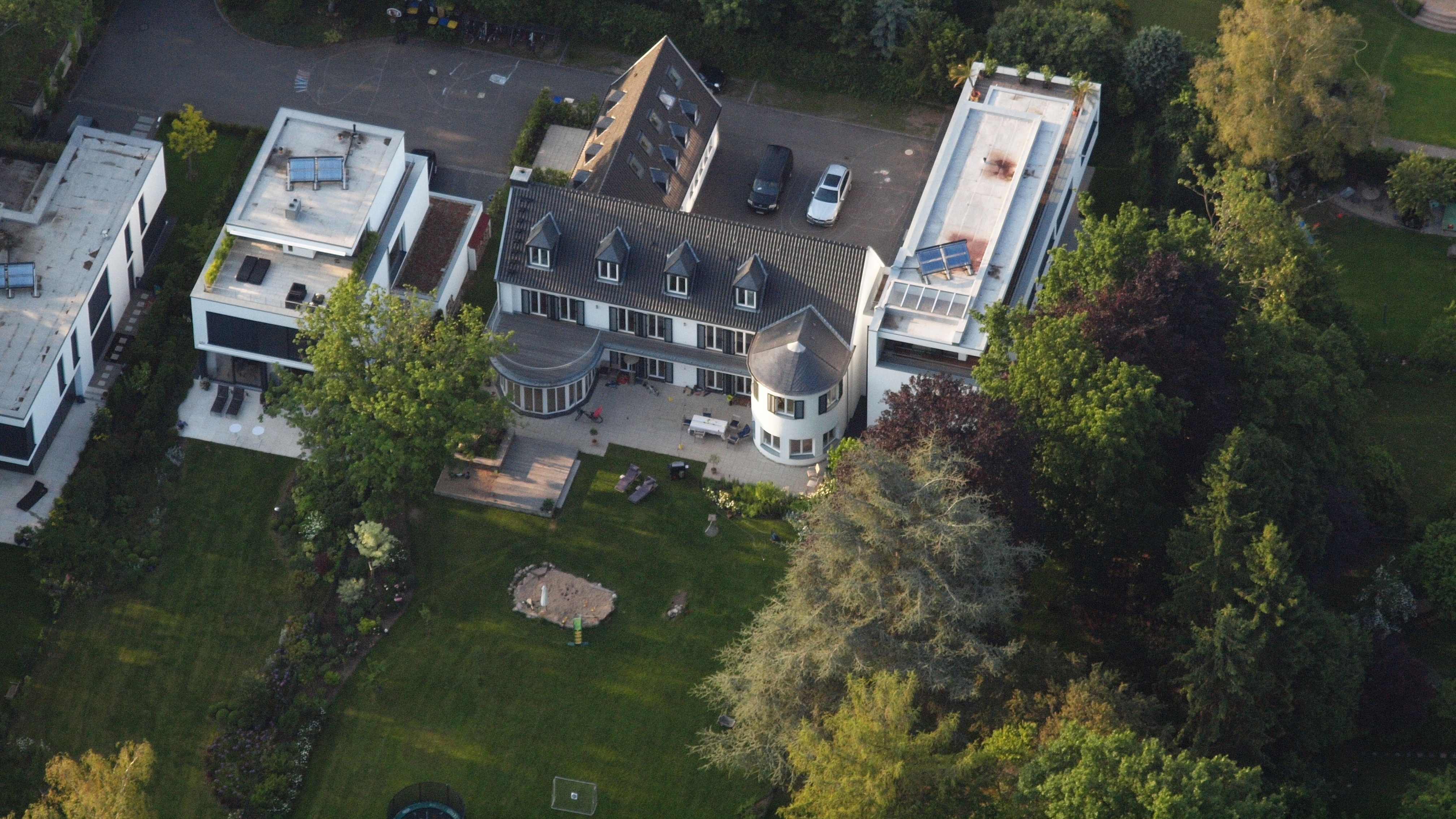
Kiefernweg 12, Luftaufnahme (2014)

Das Gebäude Kiefernweg 12 (auch (Willy-)Brandt-Villa und Blömer-Villa genannt) ist eine Villa im Bonner Ortsteil Venusberg, die 1938/39 errichtet wurde. Sie war in der Zeit Bonns als Regierungssitz (1949–1999) Dienstvilla verschiedener Spitzenpolitiker, darunter des Bundeskanzlers Willy Brandt, und steht als Baudenkmal unter Denkmalschutz. 2011/12 wurde die Villa umgebaut und dabei im Innern in zwei Wohnhäuser aufgeteilt.

## Lage
Die Villa liegt als Solitär am Südwestrand des Ortsteils auf einer Höhe von etwa 170 m ü. NHN und grenzt mit ihrer Parkanlage an den Wald (Kottenforst) an. Sie ist, etwa 50 m vom Kiefernweg entfernt, über eine eigene Zufahrtsstraße erschlossen.

## Geschichte
Die Villa, deren 11.000 m² großes Grundstück 1935 erschlossen worden war, entstand 1938/39 als Landhaus für den Kaufmann Heinz Blömer nach einem Entwurf des Bonner Architekten Wilhelm Denninger. Das Baugesuch für das Wohnhaus wurde Ende August 1938 eingereicht, ein weiteres für das zugehörige Gartenhäuschen folgte Anfang Oktober 1938. Nach der Bestimmung Bonns zum Regierungssitz der Bundesrepublik Deutschland bot die Familie des verstorbenen Blömer die Villa am 8. September 1949 dem Büro Bundeshauptstadt des Landes Nordrhein-Westfalen an. Bereits am 9. September wurde entschieden, sie als Bonner Wohnsitz dem SPD-Vorsitzenden Kurt Schumacher zur Verfügung zu stellen. Auf der Grundlage einer Vereinbarung zwischen der SPD-Parteiführung und dem Land Nordrhein-Westfalen erwarb letzteres die Villa für 161.000 DM, ließ sie für 27.700 DM umbauen und für 50.000 DM einrichten, um sie bis Weihnachten 1949 Schumacher zur Verfügung zu stellen. Dieser wohnte dort bis zu seinem Tod 1952.
Ab 1958 diente die Villa, nunmehr im Besitz der Bundesrepublik Deutschland und Liegenschaft des Auswärtigen Amtes, nach erfolgten Umbauten durch die Bundesbaudirektion als Wohnsitz für die Bundesaußenminister Heinrich von Brentano (bis 1961), Gerhard Schröder (1961–1966) und Willy Brandt (1967–1969). In den 1960er-Jahren wurde seitlich ein Küchentrakt angebaut. Brandt bewohnte die Villa mit seiner Familie auch während seiner Amtszeit als Bundeskanzler bis 1974. Anschließend wurde das Anwesen vom Auswärtigen Amt als Gästehaus, zeitweise auch zur Unterbringung von Staatsgästen, genutzt. Nach der Bundestagswahl 1998 bewohnte Bundeskanzler Gerhard Schröder gemeinsam mit seinem damaligen Staatssekretär Frank-Walter Steinmeier die Villa für den Zeitraum einiger Wochen. Nach dessen Auszug stand das Gebäude, aufgrund der Verlegung des Regierungssitzes nach Berlin (1999) nicht mehr vom Auswärtigen Amt nutzbar, leer. Im April 2000 wurde es einschließlich Parkanlage und Pergola unter Denkmalschutz gestellt. 2002 und 2005 war die Villa Drehort für die Fernsehfilme Im Schatten der Macht sowie Schattenväter, in denen jeweils Brandts Sohn Matthias die Hauptrolle spielte.
2007 wurde die Liegenschaft vom Bund an eine Immobiliengesellschaft veräußert. Die Planungen für eine Sanierung der Villa und eine Neubebauung des Grundstücks wurden nach mehrfachen Änderungen im Sommer 2008 abgeschlossen und genehmigt. Nach wiederholten Verzögerungen  begannen im Frühjahr/Sommer 2011 die Bauarbeiten, die bis Frühjahr 2013 weitgehend abgeschlossen waren. Dabei wurden aus der auf ihre Außenmauern zurückgebauten Villa zwei Wohnhäuser geschaffen, der nachträglich angebaute Küchentrakt zwecks Errichtung zweier Wohnhäuser abgerissen und im Parkgelände zwei weitere Einfamilienhäuser gebaut.

## Beschreibung

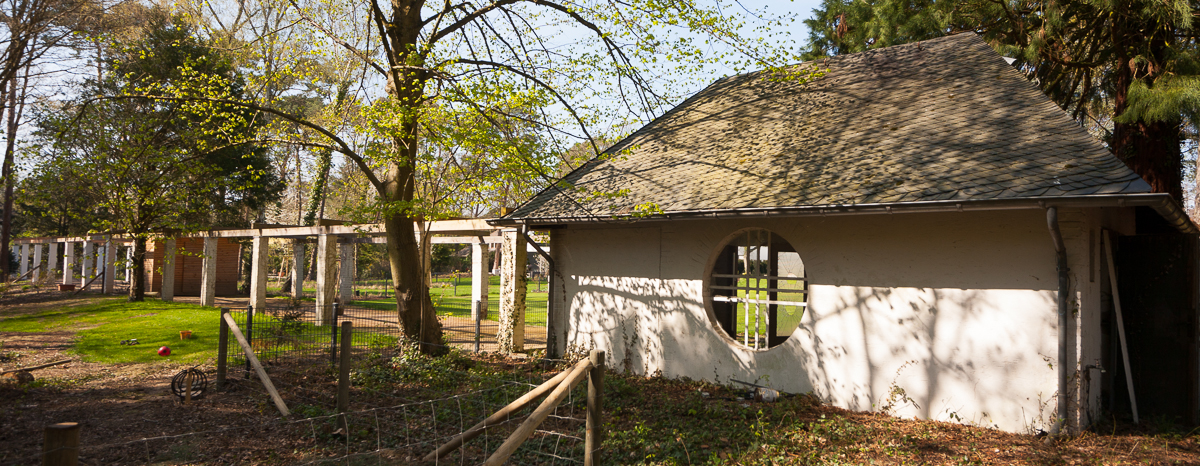
Teehaus und Pergola

Die Villa ist zweigeschossig und besteht aus zwei Flügeln auf L-förmigem Grundriss. Die Gartenfassade wird durch einen halbrunden Vorbau mit pavillonartigem Dachabschluss bestimmt. Vor ihrer Aufteilung in zwei Haushälften verfügte die Villa über eine Wohnfläche von 416 m². Im Erdgeschoss befanden sich Speisesaal, Küche und drei Empfangsräume. Das Obergeschoss nahm die privat genutzten Räume auf: zwei große Zimmer, Salon, Frühstückszimmer, Arbeitszimmer (erreichbar über zwei Treppen), zwei Schlafzimmer sowie Bäder. Das Dachgeschoss beherbergte weitere kleine Zimmer.
Zu der Villa gehört auch eine im südlichen Teil der Parkanlage gelegene Pergola nebst Teehaus. Als Wachhaus des Bundesgrenzschutzes diente auf dem rückwärtigen Teil des Grundstücks ein rostbrauner Flachbau. Die Parkanlage mit einer Größe von rund 1,1 Hektar umfasst neben zahlreichen Kiefern auch jeweils eine Rotbuche, Atlas-Zeder, ein Silber-Ahorn und einen Mammutbaum.